# Barringtonia corneri
Barringtonia corneri är en tvåhjärtbladig växtart som beskrevs av Ruth Kiew och Khoon Meng Wong. Barringtonia corneri ingår i släktet Barringtonia och familjen Lecythidaceae. Inga underarter finns listade i Catalogue of Life.